# Rosa Chutor
Rosa Chutor (russisch Роза Хутор; engl. transkribiert Roza Khutor) ist ein Skigebiet im Westkaukasus mit den für die Olympischen Winterspiele 2014 in Sotschi angelegten Abfahrtsstrecken, deren Premiere im Alpinen Skiweltcup am 11. Februar 2012 stattfand.

## Architektur
Der Schweizer Bernhard Russi gilt als Architekt der Herren-Abfahrtpiste bei Krasnaja Poljana. Der Start befindet sich auf 2045 m, das Ziel auf 970 m. Die Höhendifferenz 1075 m ergibt dort eine Abfahrtslänge von 3495 m. Die Höchstgeschwindigkeit liegt bei über 130 km/h. Die Bestzeit des Schweizers Beat Feuz von 2:14:10 min aus der ersten Weltcupabfahrt 2012 wurde zuvor im Training von dem Österreicher Hannes Reichelt mit 2:12:91 min unterboten.
Bernhard Russi beschreibt seine Strecke im Schweizer Fernsehen wie folgt: „Die Strecke beginnt mit einer relativ steilen Startpartie, die dann aber sofort in ein kurvenreiches, mittelsteiles Gelände übergeht. Danach folgt ein vor allem für die Zuschauer attraktiver Abschnitt mit einem steilen Couloir namens ‚Accola-Valley‘. Die Sprünge ‚Russian Trampoline‘, ‚Bears Brow‘, ‚Lake Jump‘ und ‚Deer Jump‘ sind die Highlights der Strecke und lassen die Fahrer teilweise bis 70 Meter fliegen. Die Strecke ist recht lang und geht in die Beine. Vor allem, weil sie den Fahrer ununterbrochen fordert.“
Im Skigebiet befindet sich auch der Rosa Chutor Extreme Park, wo während den Olympischen Winterspielen 2014 die Freestyle-Skiing- und Snowboardwettbewerbe stattfanden.

## Internationale Wettbewerbe
Genannt werden alle von der FIS organisierten Alpinbewerbe.
| Datum            | Kategorie               | D/H    | Disziplin         | 1. Platz                          | 2. Platz            | 3. Platz                 |
| ---------------- | ----------------------- | ------ | ----------------- | --------------------------------- | ------------------- | ------------------------ |
| 11. Februar 2012 | Weltcup                 | Herren | Abfahrt           | Beat Feuz                         | Benjamin Thomsen    | Adrien Théaux            |
| 12. Februar 2012 | Weltcup                 | Herren | Super Kombination | Ivica Kostelić                    | Beat Feuz           | Thomas Mermillod Blondin |
| 18. Februar 2012 | Weltcup                 | Damen  | Abfahrt           | Maria Höfl-Riesch                 | Elisabeth Görgl     | Lindsey Vonn             |
| 14. März 2013    | Europacup               | Herren | Super G           | Silvano Varettoni                 | Alexander Glebov    | Josef Ferstl             |
| 14. März 2013    | Europacup               | Damen  | Riesenslalom      | Coralie Frasse Sombet             | Jasmina Suter       | Karoline Pichler         |
| 15. März 2013    | Europacup               | Damen  | Super G           | Ragnhild Mowinckel                | Camilla Borsotti    | Tamara Tippler           |
| 15. März 2013    | Europacup               | Herren | Riesenslalom      | Thomas Tumler                     | Gino Caviezel       | Manuel Pleisch           |
| 9. Februar 2014  | Olympische Winterspiele | Herren | Abfahrt           | Matthias Mayer                    | Christof Innerhofer | Kjetil Jansrud           |
| 10. Februar 2014 | Olympische Winterspiele | Damen  | Super-Kombination | Maria Höfl-Riesch                 | Nicole Hosp         | Julia Mancuso            |
| 12. Februar 2014 | Olympische Winterspiele | Damen  | Abfahrt           | Dominique Gisin Tina Maze         | –                   | Lara Gut                 |
| 14. Februar 2014 | Olympische Winterspiele | Herren | Super-Kombination | Sandro Viletta                    | Ivica Kostelić      | Christof Innerhofer      |
| 15. Februar 2014 | Olympische Winterspiele | Damen  | Super G           | Anna Fenninger                    | Maria Höfl-Riesch   | Nicole Hosp              |
| 2. März 2019     | Weltcup                 | Damen  | Abfahrt           | abgesagt wegen schlechten Wetters |                     |                          |
| 3. März 2019     | Weltcup                 | Damen  | Super-G           | abgesagt wegen schlechten Wetters |                     |                          |